# Кальтовка
Ка́льтовка (рос. Кальтовка, башк. Кәлтә) — село у складі Іглінського району Башкортостану, Росія. Адміністративний центр Кальтовської сільської ради.
Населення — 714 осіб (2010; 689 в 2002).
Національний склад:
- білоруси — 43 %
- росіяни — 33 %

## Видатні уродженці
- Шишков Михайло Федорович — Герой Радянського Союзу.